# تی. جی. شپرد
ویلیام نیل برودر (به انگلیسی: William Neal Browder) (زاده ۲۰ ژوئیه ۱۹۴۴)، خواننده و ترانه‌سرای موسیقی کانتری آمریکایی است که با نام حرفه ای تی. جی. شپرد شناخته می‌شود. او بین سال‌های ۱۹۷۴ تا ۱۹۸۶، ۱۴ آهنگ موفق، از جمله هشت آهنگ شماره یک متوالی بین سال‌های ۱۹۸۰ تا ۱۹۸۲ در جداول کانتری ایالات متحده داشت.

## اوایل زندگی
برودر در هامبوولت، تنسی، ایالات متحده به دنیا آمد. او در ۱۵ سالگی دبیرستان را رها کرد و از خانه فرار کرد تا وارد صنعت موسیقی واقع در ممفیس، تنسی شود.

## حرفه
ویلیام برودر، همان‌طور که در آن زمان شناخته می‌شد، برای اولین بار در سال ۱۹۶۶ با نام برایان استیسی برای شرکت ضبط اتکو شروع به کار کرد. برودر در اوایل دهه ۱۹۷۰ به عنوان یک مدیر اجرایی در RCA کار می‌کرد، اما در سال ۱۹۷۴ با ملودی لند رکوردز (بعدا Hitsville)، یک لیبل کانتری کوتاه مدت که متعلق به موتاون بود، قرارداد بست. او از نام هنری تی.جی. شپرد برای جلوگیری از به خطر افتادن شغل خود با RCA استفاده کرد، زیرا مواد ضبط شده اش با یک ناشر متفاوت بود. به گفته برودر، «TG در نام هنری من واقعاً و واقعاً حروف اول است. بسیاری از مردم در طی سال‌ها از قرار دادن آنچه که می‌خواهند حروف اول را نشان می‌دهند، لذت برده‌اند، اما واقعاً معنایی ندارند، آنها فقط حروف اول هستند.»
او آهنگ «شیطان در بطری» را ضبط کرد که شماره یک در جدول تک آهنگ های ترانه‌های داغ کانتری بیلبورد رسید و همچنین در سال ۱۹۷۵ به ۶۰ آهنگ برتر پاپ تبدیل شد. در ادامه نیز آهنگ «سعی می‌کنم تا صبح خانه را شکست دهم» نیز به شمارهٔ شماره یک جدول رسید. و در تابستان ۱۹۷۵ به ۱۰۰ مورد برتر رسید. چندین نسخه بعدی در طی سال‌های ۱۹۷۵–۱۹۷۷ مانند «متل‌ها و خاطرات» و «مردی را به من نشان بده» در بین ۱۰ موسیقی برتر قرار گرفتند.
در سال ۱۹۷۷، شپرد با برادران وارنر قرارداد بست. با شروع تابستان آلبوم "When We Can We Do This Again" منتشر شد. موفقیت بزرگ دیگری با نام " آهسته سوختن "در سال ۱۹۸۴ به دست آمد. قطعه "I Loved 'Em Every One" نیز به رتبه چهل در جدول بیلبورد هات ۱۰۰ ایالات متحده رسید. در سال ۱۹۸۴ او طی دوئتی با جودی کالینز، آهنگ اصلی Home Again از آخرین آلبوم او برای الکترا رکوردز ضبط کرد.
در سال ۱۹۸۵، او از برادران وارنر به کلمبیا رکوردز نقل مکان کرد. او پس از اینکه با «Fooled Around and Fall in Love» (بازسازی موفقیت الوین بیشاپ) به ۱۰ هیت برتر بازگشت و بزرگترین موفقیتش در این بازه زمانی با «قلب قوی» (آخرین) در سال ۱۹۸۶ به دست آمد. شماره او ۱ بازدید، همان‌طور که معلوم شد). سه آهنگ دیگر او یعنی در سال ۱۹۸۷: «نیمه گذشته برای همیشه» (تا زمانی که در قلبم آبی باشم)، «تو بانوی اول من هستی» و «یکی برای پول» به رتبه دوم جدول رسیدند.
موفقیت شپرد تا حدود سال ۱۹۸۸ ادامه یافت، زمانی که هنرمندان نئوسنتی‌گرای ریشه‌دار شروع به تحت‌الشعاع قرار دادن هنرمندان برجسته‌تر پاپ کانتری کردند. در سال ۱۹۹۵، او یک وقفه دو ساله از راه را برای اجرای انحصاری به مدت هشت ماه در سال در تئاتر تی جی شپرد در اسموکیز، تئاتری پیشرفته در قلب کوه‌های بزرگ اسموکی، انجام داد. وقتی تئاتر در سال ۱۹۹۷ فروخته شد، او به جاده بازگشت. او در طول دهه ۱۹۹۰ به تور و نوازندگی ادامه داد، اما قرارداد جدیدی امضا نکرد و تا سال ۱۹۹۷ هیچ ماده جدیدی منتشر نکرد. شپرد آلبوم Timeless را در سال ۲۰۰۴ منتشر کرد، آلبومی که در آن ترانه‌هایی از دوران بیگ گروه را می‌خواند.
جی شپرد در حال حاضر در طول لال تورهای خود را برگزار می‌کند و پس از دو دهه وقفه، یک تک آهنگ جدید «من می‌خواهم مثل الویس زندگی کنم» را در ژانویه ۲۰۱۹ با آلبوم جدیدی که قرار است در تاریخ بعدی منتشر شود منتشر کرد.
شپرد دوست الویس پریسلی بود و اجرای خود را در رادیو الویس سیریوس اکس ام میزبانی می‌کند. اجرای شپرد برای جایگزینی پخش جدید نمایش دیسک جوکی و دوست پریسلی جورج کلاین پس از مرگ کلاین در سال ۲۰۱۹ ایجاد شد.

## زندگی شخصی
شپرد با کلی لنگ، خواننده و ترانه‌سرا، ازدواج کرده و در هندرسونویل، تنسی زندگی می‌کند. شپرد صاحب یک زنجیره کوچک از رستوران‌های منقرض شده تحت نام "TG's North of the Border Cafe and Cantina" در تنسی بود. این رستوران‌ها در گاتلینبورگ و چاتانوگا واقع بودند.

## فیلم‌شناسی
| سال  | عنوان            | نقش                         |
| ---- | ---------------- | --------------------------- |
| ۱۹۷۴ | آمدن دوم سوزان   | جان                         |
| ۱۹۸۳ | دوبار در یک زمان | Rusher of Din – مدیر اجرایی |

## ترانه‌شناسی
آلبوم‌های استودیویی
| سال  | عنوان                             | شرکت ضبط                                |
| ---- | --------------------------------- | --------------------------------------- |
| ۱۹۷۵ | T.G. Sheppard                     | ملودی لند                               |
| ۱۹۷۶ | Motels & Memories                 | ملودی لند                               |
| ۱۹۷۷ | Solitary Man                      | Hitsville                               |
| ۱۹۷۸ | Daylight                          | وارنر                                   |
| ۱۹۷۸ | T.G.                              | Collectables                            |
| ۱۹۷۹ | 3/4 Lonely                        | Collectables                            |
| ۱۹۸۰ | Smooth Sailin'                    | Collectables                            |
| ۱۹۸۱ | I Love 'Em All                    | Collectables                            |
| ۱۹۸۲ | Perfect Stranger                  | Collectables                            |
| ۱۹۸۲ | Finally!                          | Collectables                            |
| ۱۹۸۳ | Slow Burn                         | Time / Life Music / وارنر               |
| ۱۹۸۵ | One Owner Heart                   | Time / Life Music                       |
| ۱۹۸۵ | Livin' on the Edge                | CBS Records                             |
| ۱۹۸۶ | It Still Rains in Memphis         | CBS Records                             |
| ۱۹۸۷ | One for the Money                 | CBS Records                             |
| ۱۹۸۷ | Crossroads                        | CBS Records                             |
| ۱۹۹۷ | Nothin on But the Radio           | MSH Music                               |
| ۱۹۹۸ | Live!                             | Intersound                              |
| ۲۰۰۲ | Live at Billy Bob's Texas         | Image Entertainment                     |
| ۲۰۱۲ | Because You Love Me               | Mansion Entertainment / Mansion Records |
| ۲۰۱۴ | Iconic Duets                      | Time / Life Music                       |
| ۲۰۱۵ | Legendary Friends & Country Duets | Cleopatra / Goldenlane                  |